# Titus

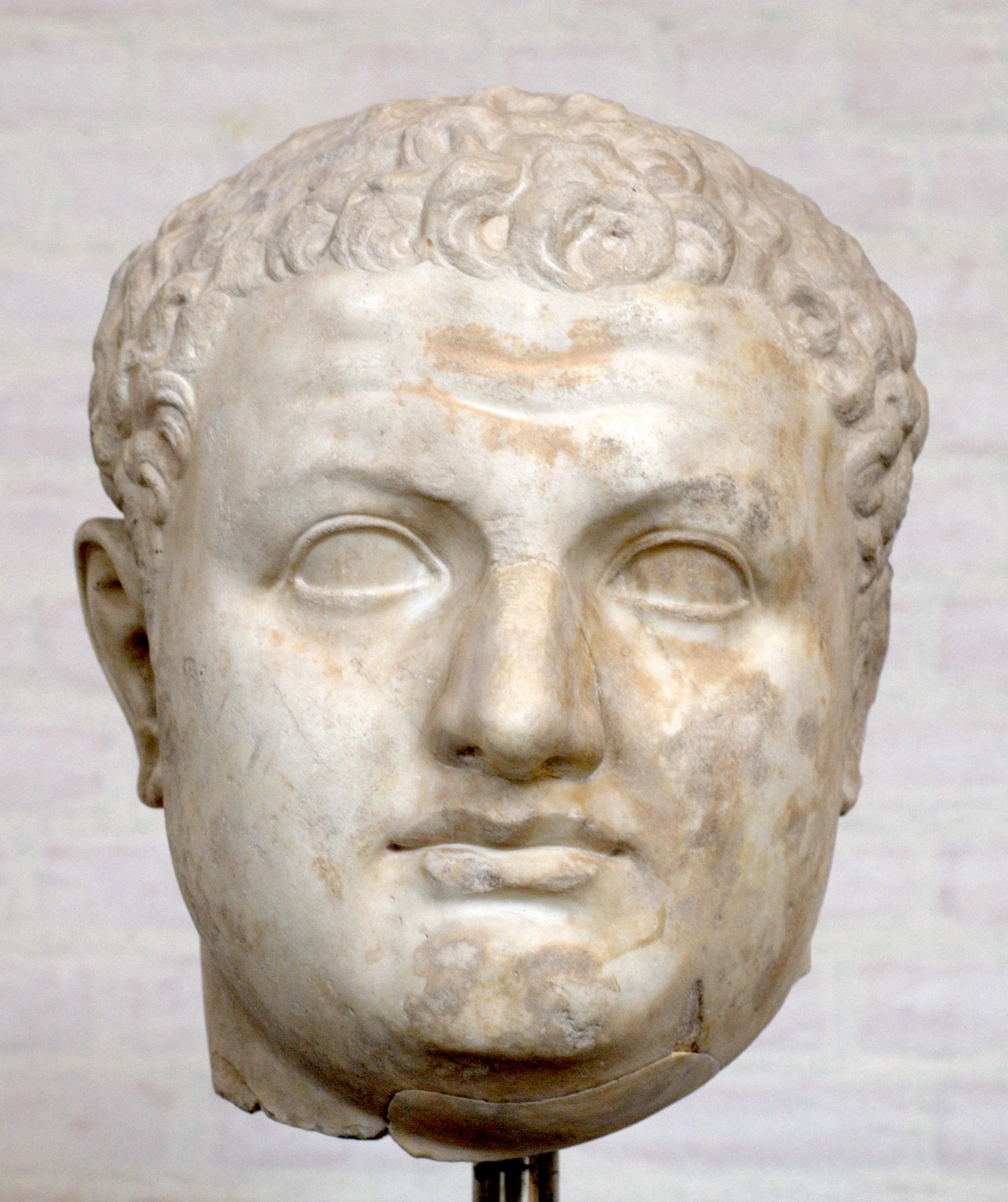
Titus
Münchner Glyptothek

Titus (* 30. Dezember 39 in Rom; † 13. September 81 in Aquae Cutiliae, Latium) war als Nachfolger seines Vaters Vespasian der zweite römische Kaiser der flavischen Dynastie. Er regierte vom 24. Juni 79 bis zu seinem Tod. Sein vollständiger Geburtsname war – wie der seines Vaters – Titus Flavius Vespasianus; als Kaiser führte er den Namen Imperator Titus Caesar divi Vespasiani filius Vespasianus Augustus.
Nach dem Herrschaftsantritt seines Vaters im Jahr 69 beendete Titus als militärischer Oberbefehlshaber den Jüdischen Krieg, wobei Jerusalem und sein Tempel zerstört wurden. Für seinen Sieg wurde er in Rom mit einem Triumphzug sowie dem Titusbogen an der Via Sacra und einem zweiten Bogen am Circus Maximus geehrt. Aus der Kriegsbeute finanzierten die Flavier ihre Bautätigkeit in Rom, Titus selbst ließ das Kolosseum vollenden.
Während seiner wenig mehr als zweijährigen Regierungszeit setzte er die Politik seines Vaters Vespasian fort. Von der antiken Geschichtsschreibung wurde Titus als idealer Herrscher gerühmt. Neben dem ausgesprochen guten Verhältnis zwischen Senat und Kaiser, durch das er sich diametral von seinem jüngeren Bruder und Nachfolger Domitian unterschied, waren für dieses günstige Bild auch die Wohltaten des Titus ausschlaggebend. Nachdem im Jahr 79 der Vesuv ausgebrochen war, leitete er die Hilfsmaßnahmen ein, ebenso im darauf folgenden Jahr nach einem Brand in der Stadt Rom. Die moderne Forschung diskutiert insbesondere seine Rolle bei der Zerstörung des Jerusalemer Tempels.

## Leben bis zum Herrschaftsantritt

### Herkunft und Jugend
Titus wurde am 30. Dezember 39 in Rom als ältester Sohn des Vespasian und der Flavia Domitilla geboren. Er hatte eine Schwester, die ebenfalls Flavia Domitilla hieß, und einen jüngeren Bruder, Domitian, der ihm 81 im Amt des Kaisers folgte.
Die Familie seines Vaters stammte aus dem Sabinerland und war zunächst wenig bedeutend. Dies änderte sich unter Kaiser Claudius, der neben Freigelassenen auch den Ritterstand begünstigte, dem Vespasians Familie angehörte. Unter ihm durchlief Vespasian in schneller Folge die Ämter des Cursus honorum und legte so den Grundstein für den Aufstieg der Flavier zur Kaiserdynastie. Kaiser Claudius zeichnete Vespasian für seine Leistungen als Kommandant der Legio II Augusta mit den Triumphalinsignien (ornamenta triumphalia) aus. Titus Flavius Sabinus, sein älterer Bruder, erreichte 61 das Amt des Stadtpräfekten von Rom. Vespasia Polla, die Großmutter des Titus, drängte ihre Söhne Sabinus und Vespasian, die senatorische Ämterlaufbahn einzuschlagen.
Titus wuchs zunächst in bescheidenen Verhältnissen auf. Der Aufstieg seines Vaters ermöglichte ihm jedoch eine Erziehung am Hof des Kaisers Claudius. Dort wurde er gemeinsam mit Britannicus, dem Sohn des Kaisers, unterrichtet. Ihr gemeinsamer Lehrer war Sosibius, der jedoch 51 wegen angeblicher Beteiligung an einer Verschwörung hingerichtet wurde. Mit Britannicus war Titus freundschaftlich verbunden, bis der Kaisersohn 55 überraschend auf einem Gelage verstarb. Möglicherweise hatte der neue Kaiser Nero die Vergiftung des potenziellen Thronrivalen veranlasst. Titus selbst schadete der Tod des Britannicus keineswegs. Die soziale Herkunft seines Vaters ließ ihn nicht als möglichen Thronrivalen erscheinen. Für seinen Jugendfreund Britannicus ließ Titus später zwei Statuen errichten. Eine davon bestand aus Gold und war im Kaiserpalast aufgestellt. Die Erziehung am kaiserlichen Hof brachte Titus eine sehr gute Ausbildung ein. Durch die hohe Stellung seines Vaters, der 51 ein Suffektkonsulat bekleidet hatte, konnte er auf eine glänzende politische Laufbahn hoffen.

### Aufstieg unter Nero

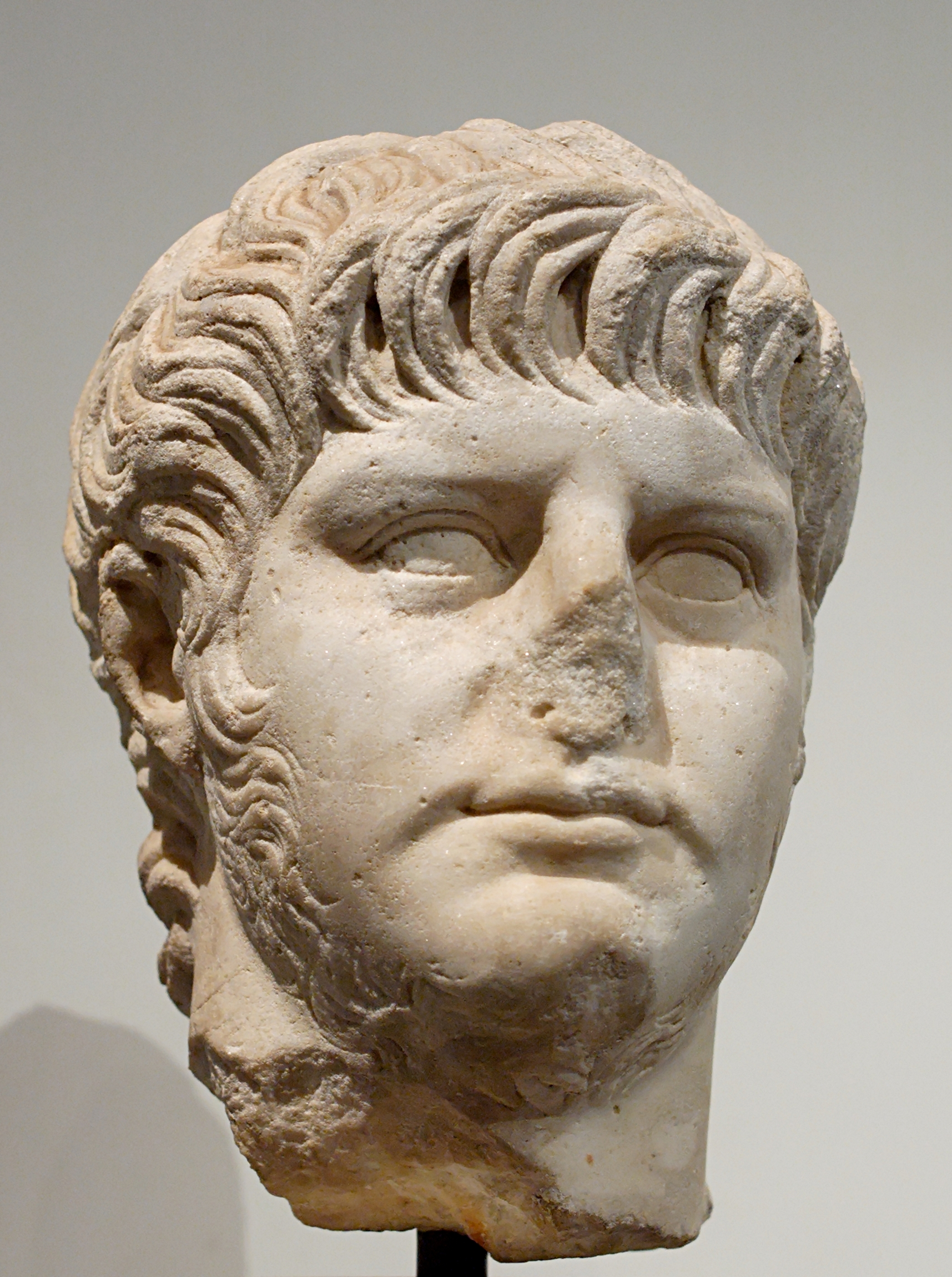
Kaiser Nero

Nach ersten Tätigkeiten in untergeordneten Ämtern, von denen nichts Genaues bekannt ist, diente Titus ab 61 als Militärtribun in Obergermanien und Britannien. In diesen Provinzen hatte sein Vater zwanzig Jahre zuvor als Legat römische Truppen kommandiert. Titus wurde dort laut Sueton durch zahlreiche Statuen geehrt. In Germanien teilte er ein Quartier mit dem älteren Plinius. In Britannien soll Titus seinem Vater einmal das Leben gerettet haben, wie Cassius Dio berichtet. Diese Nachricht könnte jedoch auf die bei späteren Autoren hervortretende Tendenz zur Idealisierung des Titus zurückgehen.
Titus kehrte 64 aus Britannien nach Rom zurück. Dort arbeitete er als Anwalt und übernahm die üblichen Ämter eines jungen Senators. Noch in diesem Jahr, in das auch der Brand Roms fiel, der in der Christenverfolgung unter Nero den frühen hauptstädtischen Christen angelastet wurde, heiratete er Arrecina Tertulla. Über die Herkunft und die Familie seiner ersten Gattin ist nur wenig bekannt. Ihr Vater Marcus Arrecinus Clemens war Prätorianerpräfekt unter Caligula. Sie starb bereits wenige Monate nach der Hochzeit, vielleicht nach der Geburt der Tochter Iulia. Iulia kann jedoch auch die Tochter der zweiten Ehefrau des Titus gewesen sein, der Marcia Furnilla, die aus der reichen Familie eines früheren Prokonsuls von Africa stammte. Marcia war die Nichte des Quintus Marcius Barea Soranus, der als Mitglied der senatorischen Opposition gegen Nero in den Tod getrieben wurde. Möglicherweise fürchtete Titus aufgrund dieser Verwandtschaft um sein eigenes Leben oder zumindest um seine Karriere. Die Ehe wurde bald darauf geschieden. Wahrscheinlich 63 oder 64 bekleidete Titus die Quästur.

### Der Jüdische Krieg
In der römischen Provinz Judäa führten verschiedene Faktoren im Jahr 66 zu einem Aufstand der dort ansässigen Juden: Die Steuern waren erdrückend, und die römischen Statthalter nutzten ihre Amtsgewalt aus, um die Provinzialen zu erpressen. Auch verschiedene Provokationen gegenüber der jüdischen Religion, deren Monotheismus mit der römischen Staatsreligion unvereinbar war, trugen zur Eskalation bei. Zur Niederwerfung der Rebellion wurde im Herbst 66 der syrische Legat Gaius Cestius Gallus mit 12.000 Legionären und zahlreichen Hilfstruppen nach Jerusalem geschickt. Gallus musste sich jedoch unter hohen Verlusten zurückziehen; aus dem lokalen Aufstand war der Jüdische Krieg geworden.
Mit der Führung dieses Krieges beauftragte der in Griechenland weilende Kaiser Nero Vespasian, obwohl dieser zeitweise bei ihm in Ungnade gefallen war. Als Gründe für seine Berufung nennt Sueton Vespasians Tüchtigkeit und Erfahrung und vor allem, dass er wegen seiner einfachen Herkunft in den Augen Neros keine Gefahr darstellte. Der sechsundzwanzigjährige Titus begleitete seinen Vater.
Vespasians Heer war erheblich größer als das des Cestius. Es bestand neben drei Legionen aus 23 Auxiliarkohorten, Reiterabteilungen sowie 15.000 Mann Hilfstruppen der verbündeten orientalischen Fürsten. Insgesamt verfügte Vespasian inklusive Hilfstruppen über ein Heer von etwa 60.000 Mann. Die Größe des Heeres und die wichtige Position des noch recht unerfahrenen Titus, der bisher noch nicht einmal Prätor gewesen war, zeigen das Vertrauen, das der Kaiser in die beiden Flavier setzte. Titus befehligte als Legat die legio XV Apollinaris. Er belagerte 67 Iotapata und eroberte Iapha, außerdem war er an den Kampfhandlungen um Gischala, Tiberias, Tarichea und Gamala beteiligt.
Während der Belagerung von Iotapata wurde der jüdische Befehlshaber Iosephus gefangen genommen. In seiner Gefangenschaft prophezeite er Vespasian das Kaiseramt; später, nachdem Vespasian tatsächlich die Kaiserwürde erlangt hatte, wurde er freigelassen. An der späteren Eroberung Jerusalems durch Titus nahm er auf römischer Seite teil, über den Kriegsverlauf verfasste er sein Werk De Bello Iudaico. Das Geschichtswerk des Autors, der später das römische Bürgerrecht erhielt und daher in christlichen Quellen der Spätantike als Flavius Josephus bezeichnet wurde, zählt zu den wichtigsten Quellen für die frühe römische Kaiserzeit und ist die Hauptquelle für den Jüdischen Krieg. Bis zum Mai/Juni 69 waren alle abgefallenen Städte abgesehen von den Festungen Herodeion, Machairos und Masada zurückerobert, damit war Jerusalem isoliert.

### Das Vierkaiserjahr
Nach Beginn des Jüdischen Krieges stürzte das Römische Reich in seine schwerste Krise seit der Begründung des Prinzipats. Diese Krise und der Sturz Neros sind auf die katastrophale Lage der römischen Finanzen und die schwindende Akzeptanz des Kaisers beim Heer sowie der plebs urbana zurückzuführen. Nach dem großen Brand Roms und – folgt man der nerofeindlichen Überlieferung – unsinnigen Verschwendungen konnte Nero seine Truppen nicht mehr bezahlen. Unzufriedenheit und Aufruhr breiteten sich im Reich aus. Als Sulpicius Galba, der Statthalter der hispanischen Provinz Tarraconensis, am 4. April 68 in Carthago Nova seinen Abfall von Nero erklärte und Neros erzwungener Suizid wenig später das Ende der julisch-claudischen Dynastie herbeiführte, war ein Präzedenzfall geschaffen: Fortan konnte das Heer den Kaiser „machen“.
Nach dem Tod Neros folgte in Judäa eine Phase der Inaktivität. Für die nächsten zwölf Monate galten sämtliche Aktivitäten dem Kampf um die Kaiserwürde. Als Titus von der Ermordung des neuen Kaisers Galba erfuhr, brach er seine Reise zum Kaiser ab, dem er die Loyalitätserklärung der in Judäa stationierten Truppen überbringen wollte. Während der kurzen Prinzipate Othos (15. Januar bis 16. April 69) und des Vitellius (2. Januar bis 20. Dezember 69) fällt Titus folgenreichste Leistung. In Vespasians Umfeld äußerte er wohl als Erster, dass dessen Zukunft nur durch den Griff nach dem römischen Kaisertum zu sichern sei. Dafür unterstützte er seinen Vater erfolgreich durch Verhandlungen mit dem syrischen Statthalter Gaius Licinius Mucianus über eine Revolte gegen Vitellius. Im Juli 69 riefen die Legionen Syriens, Ägyptens und Judäas Vespasian zum Kaiser aus. Im Herbst sprachen sich auch die Truppen an der Donau für Vespasian aus, dessen Truppen nun in Italien einfallen konnten und Vitellius in der Schlacht von Bedriacum in Oberitalien am 24. Oktober 69 besiegten. Am 21. Dezember, einen Tag nach der Hinrichtung des Vitellius, legte der römische Senat alle Macht in die Hände Vespasians. Titus war damit vom Sohn eines wenig bedeutenden Italikers zum römischen Thronfolger aufgestiegen.

### Die Belagerung von Jerusalem

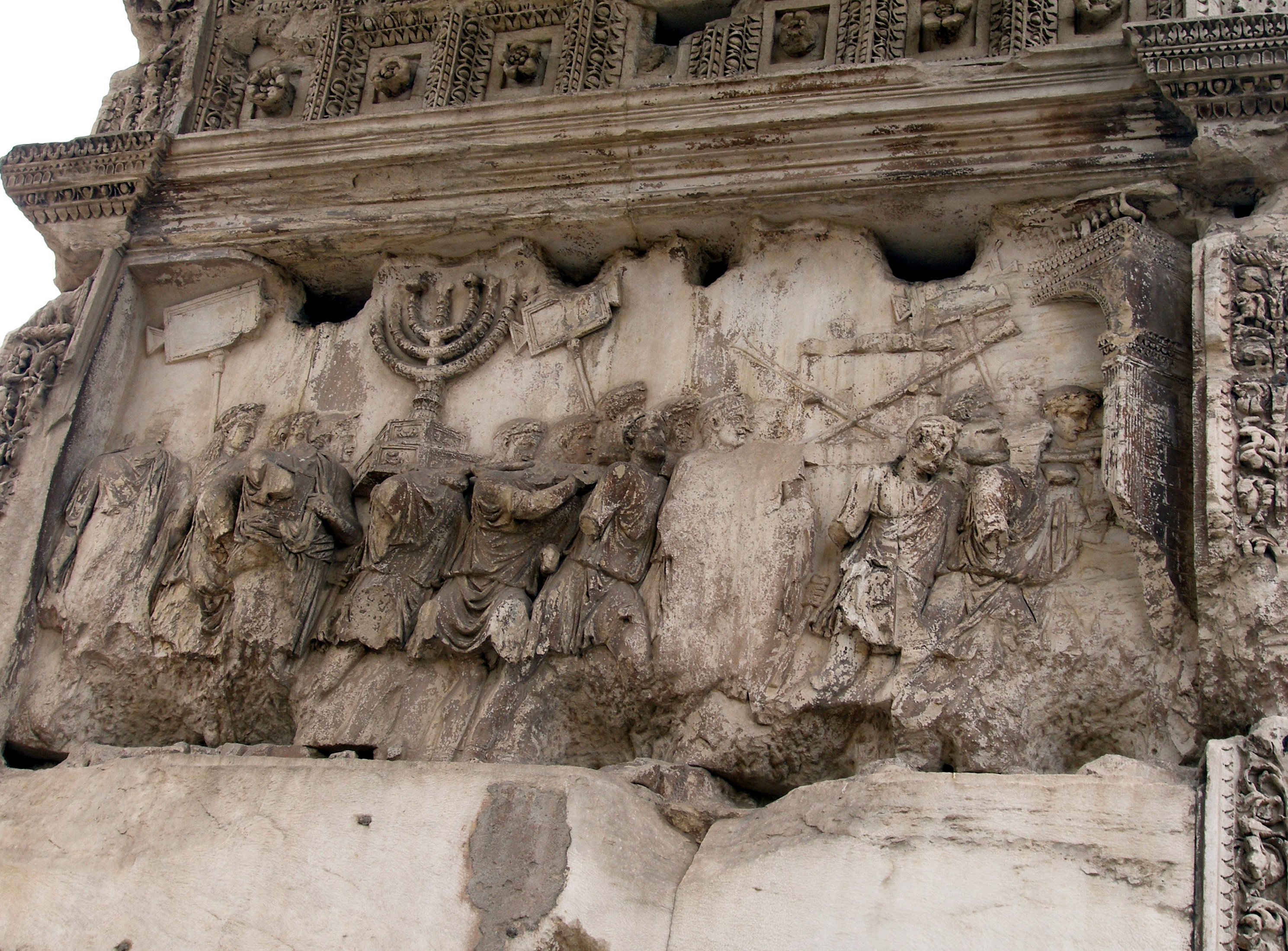
Kultgeräte aus dem Jerusalemer Tempel, darunter die Menora, ein siebenarmiger Leuchter, werden nach der Eroberung Jerusalems (70 n. Chr.) im römischen Triumphzug nach Rom gebracht (Originaldarstellung auf der Innenseite des Titusbogens an der Via Sacra in Rom)

Während Vespasian von Rom aus die Reichsautorität nach den Wirren des Vierkaiserjahres wiederherstellte, blieb Titus im Osten. Er erhielt den Auftrag, den Jüdischen Krieg zu Ende zu führen (ad reliqua Iudaici belli perpetranda), also Jerusalem einzunehmen, das bis zu diesem Zeitpunkt allen Eroberungsversuchen widerstanden hatte. Ob außer der Eroberung auch die völlige Zerstörung der Stadt und des Tempels geplant war, geht aus den Quellen nicht eindeutig hervor.
Mit vier Legionen unter seinem Kommando begann Titus während des Pessachfestes im Frühling die Belagerung Jerusalems. Dort hatte sich fast ein Drittel der Gesamtbevölkerung Iudaeas versammelt, um eines der drei jüdischen Pilgerfeste zu feiern, weshalb die Bevölkerung der Stadt für einige Tage auf das Zehnfache angestiegen war. Gleich zu Beginn der Belagerung soll Titus die aus der Stadt Fliehenden vor den Augen der Belagerten gemartert und gekreuzigt haben. Auf diese Weise sollen, wie Flavius Iosephus berichtet, jeden Tag 500 Juden hingerichtet worden sein. Nach der Erstürmung und Zerstörung der beiden nördlichen Vorstädte ließ Titus den Rest der Stadt, nämlich die Ober- und Unterstadt innerhalb der Ersten Mauer und die nordöstlich angrenzende Tempelesplanade, mit einem Belagerungswall umgeben. Dadurch sollen innerhalb weniger Wochen über 600.000 Juden verhungert sein. Tacitus hingegen schätzte die Gesamtzahl der Belagerten auf 600.000 Menschen. Die Verteidiger hielten die Erste Mauer und den durch seine Umfassungsmauern festungsartigen Tempel noch bis Anfang August. Nachdem Titus’ Soldaten den äußeren Hof des Tempels erreicht hatten, brannten sie das Bauwerk nieder und töteten alle, die nicht schon vorher verhungert waren oder sich das Leben genommen hatten.
Das zentrale Heiligtum aller Juden, der Tempel, wurde dabei zerstört, ob mit Absicht oder aus Zufall ist aufgrund der Überlieferungssituation nicht zu entscheiden. Lediglich die von Herodes errichtete Umfassungsmauer der Tempelesplanade, die heutige Klagemauer ist ein Teil davon, blieb bestehen. Angeblich starben bei der Belagerung von Jerusalem etwa 1.100.000 Menschen, nur 97.000 sollen überlebt haben. Der Tempelschatz und die Kultgeräte, darunter die Menora und der Schaubrottisch, wurde nach Rom gebracht. Die Überlebenden wurden in die Sklaverei verkauft oder in Zirkusspielen umgebracht, das jüdische Land und seine Einkünfte zugunsten der kaiserlichen Kasse beschlagnahmt. Die verbliebenen Juden wurden gezwungen, die Kopfsteuer, die sie jährlich an den Tempel von Jerusalem entrichtet hatten, zukünftig an den kapitolinischen Jupiter zu zahlen (fiscus Iudaicus). Dies war nicht nur eine unerhörte Erniedrigung, sondern auch eine finanzielle Belastung. Zwar betrug ihre Höhe nur zwei Drachmen, jedoch wurden auch Ältere und Kinder herangezogen und damit die Zahl der Zahlungspflichtigen erheblich vermehrt. Nach der Niederschlagung des Aufstands richtete Vespasian Judäa als proprätorische Provinz ein.
Titus blieb den Winter über im Osten des Reiches. Er nutzte die Zeit für Siegesfeierlichkeiten und Inspektionsreisen. Zweimal war er in dieser Zeit im syrischen Antiochia, einer Stadt mit einer großen jüdischen Gemeinde. Nach dem Jüdischen Krieg hofften die Antiochener, dass sie die Vertreibung der Juden aus ihrer Stadt unter den neuen Herrschern erreichen könnten. Titus lehnte dieses Anliegen jedoch beide Male ab. Die flavischen Kaiser orientierten sich im Umgang mit dem jüdischen Volk weiterhin an der iulisch-claudischen Dynastie.

### Politische Rolle unter Vespasian
Nach der Eroberung Jerusalems akklamierten die Soldaten Titus zum Imperator, so dass der „Verdacht entstand, er habe von seinem Vater abfallen und sich zum König des Orients (Orientis rex) machen wollen“. Der Titel war in den letzten Jahrzehnten dem Princeps vorbehalten gewesen. Titus hätte dadurch eine Konkurrenz für Vespasian darstellen können. Doch verhielt sich Titus loyal und kehrte nach Rom zurück, um sich seinem Vater für weitere Aufgaben zur Verfügung zu stellen. Ein knappes Jahr nach seiner Rückkehr in die Hauptstadt bewilligte der Senat sowohl Vespasian als auch ihm einen Triumph, der den Krieg trotz der anhaltenden Kämpfe um Masada für beendet erklärte. Der Triumphzug half bei der Legitimierung der flavischen Herrschaft und stärkte Titus’ Position im neuen Regime. Erst über drei Jahre nach der Zerstörung und Eroberung Jerusalems gelang es den Römern im Winter 73/74, mit der abgelegenen Festung Masada den letzten Ort der Aufständischen zu erobern.

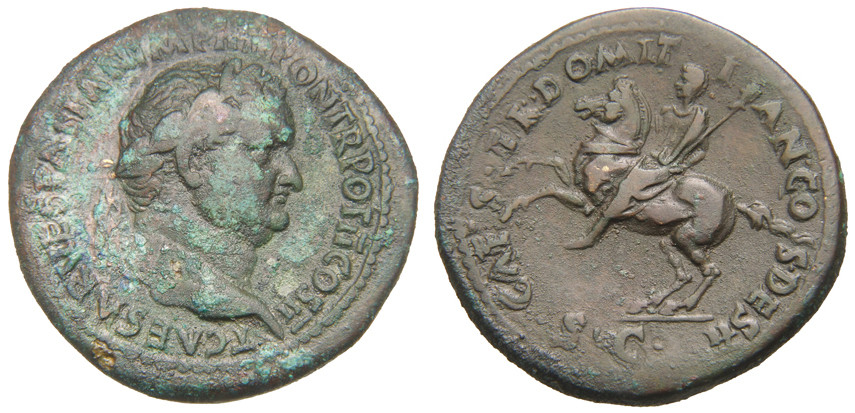
Bronzemünze (Sesterz) des Titus aus der zweiten Jahreshälfte 72 n. Chr.: Auf der Vorderseite Büste des Titus, auf der Rückseite Domitian zu Pferde, dessen Titulatur deutlich kürzer ausfällt als die seines älteren Bruders

In den ersten zwei Jahren der Regierungszeit Vespasians wurden Titus und Domitian gleichrangig als Nachfolger herausgestellt. Dies kam in der Münzprägung zum Ausdruck, wo beide Söhne gleichermaßen hervorgehoben wurden. Ab Mitte des Jahres 71 zeigte keine Münze Vespasians mehr Titus und Domitian nebeneinander. Mit Titus’ siegreicher Rückkehr nach Rom begann Vespasian ihn als seinen Nachfolger aufzubauen und zu präsentieren. Domitian wurde offen zurückgesetzt. Während der folgenden Jahre teilte Vespasian fast jede Ehrung mit Titus, der bereits vor seinem Herrschaftsantritt siebenmal zum Konsul gewählt wurde – eine Zahl von Konsulaten, die vor ihm nur der Heeresreformer Marius und Augustus erreicht bzw. übertroffen hatten. Vierzehnmal wurde er zum Imperator akklamiert. Zudem trug er schon seit 69 den Titel Caesar. Mit seinem Vater übte er im Jahr 73 die Zensur aus, das Amt des römischen Censors, das zuletzt 47/48 Claudius und Lucius Vitellius innegehabt hatten. Die Zensur gab ihnen die rechtliche Grundlage zur Neuordnung der patrizischen, senatorischen und ritterlichen Standesgruppen und dadurch die Möglichkeit, eine neue, loyale Führungsschicht zu formen. Am 1. Juli 71 erhielt er die tribunizische Amtsgewalt und wurde mit dem Imperium Proconsulare ausgestattet, dem Oberbefehl über Heere und Provinzen. Ab 71 kommandierte Titus als Prätorianerpräfekt die 4500 Mann umfassende kaiserliche Leibgarde, was ihm die unmittelbare militärische Gewalt in Rom einbrachte. Diese Entscheidung war ein kluger Schachzug Vespasians, da die Prätorianerpräfekten seit Sejan, der dieses Amt unter Tiberius innegehabt hatte, immer wieder versucht hatten, gegen den Kaiser Politik zu machen, oder ihn sogar, wie im Fall Galbas, gestürzt hatten. Titus war damit berechtigt, gewaltsam gegen politische Gegner vorzugehen, während sein Vater in der Rolle des milden Kaisers auftreten konnte.
Bei der Aburteilung von Verbrechern und Aufrührern ging Titus offenbar so erbarmungslos vor, dass er sich den Ruf eines „Schlächters“ erwarb. Sueton berichtet, dass Titus nicht nur selbst Prozesse führte, sondern sie auch durch Volkes Stimme im Theater entscheiden ließ. Wegen angeblichen Hochverrats ließ er einige hochangesehene Senatoren hinrichten. Allerdings zeigte sich Titus auch als fähiger Verwalter, der Senatssitzungen beiwohnte, den Rat erfahrener Politiker schätzte und mit den meisten wichtigen Fraktionen und Gruppierungen gut auskam.
Kontrovers wird in der Forschung beurteilt, ob die zahlreichen Ehrungen des Titus ihn als Mitregenten Vespasians ausweisen oder er seinem Vater klar untergeordnet war. Bei klarer Unterordnung hätten die Ehrungen nur die Nachfolge vorbereitet.
Eine der zentralen Aufgaben der Herrschaft Vespasians war die Konsolidierung der durch Nero und die Bürgerkriege zerrütteten Finanzen. Durch verschiedene Maßnahmen gelang es ihm, die Einkünfte des Staates zu erhöhen. Landverkäufe, Steuererhöhungen und Einsparungen füllten die Staatskasse. Steuerbefreiungen im griechischsprachigen Osten und in Ägypten wurden aufgehoben. Gegenüber der jüdischen Bevölkerung wurden die Steuern drastisch erhöht. Vespasians minutiöse Steuerpolitik erfasste sogar die öffentlichen Latrinen. Als Titus die Einführung einer Gebühr auf die Latrinen kritisierte, soll Vespasian ihm das Geld aus der ersten Zahlung unter die Nase gehalten und gefragt haben, ob er am Geruch Anstoß nehme. Als jener verneinte, soll er geantwortet haben: Atqui e lotio est („Und doch kommt es vom Urin“). Als Titus die Herrschaft übernahm, waren die staatlichen Finanzen geordnet, die Staatskasse war gefüllt.

## Der Prinzipat des Titus

### Regierungsantritt, Verhältnis zu Domitian
Beim Tod Vespasians am 23. Juni 79 konnte Titus seinem Vater ohne erkennbare Widerstände im Amt folgen. Vespasian hatte ihm bereits umfassende Kompetenzen verliehen und ihn damit auf die Nachfolge vorbereitet. Gerüchte, nach denen Titus seinen Vater vergiften ließ, werden in der Forschung meist als unglaubwürdig angesehen. Noch in der Woche des Todes Vespasians erschienen Münzen, auf denen Titus mit dem Titel Augustus und pontifex maximus auftrat. Wenige Monate später erhielt er den Ehrentitel pater patriae. Die Politik seines Vaters führte Titus fort.
Bereits im Jahr 79 erschienen Münzen, die ihn mit Domitian auf dem Revers mit umschlossenen Händen zeigen. Domitian wurde von Titus als „Teilhaber und Nachfolger“ (consors et successor) bezeichnet und folgte im Jahr 80 Vespasian als Konsul. Jedoch erhielt Domitian keine verantwortlichen Aufgaben. Weder teilte er die tribunizische Gewalt mit Titus noch erhielt er das Amt des Prätorianerpräfekten oder ein militärisches Kommando. Gerüchten zufolge ging die größte Bedrohung für Titus’ Herrschaft von seinem Bruder aus. Domitian soll teils offen, teils geheim gegen seinen Bruder konspiriert haben. Er soll Titus sogar nach dem Leben getrachtet und Unruhe im Heer gestiftet haben. Trotz dieser Schilderung der domitianfeindlichen Überlieferung geht die Forschung von nicht allzu großen Spannungen zwischen den beiden Brüdern aus.

### Verhältnis zum Senat
Da Titus als Prätorianerpräfekt rücksichtslos seine politischen Gegner hatte ermorden oder misshandeln lassen und weil Gerüchte über sexuelle Ausschweifungen nicht nur mit der judäischen Prinzessin Berenike kursierten, soll man in ihm einen „zweiten Nero“ erwartet haben. Doch der nunmehr Titus Caesar Vespasianus Augustus genannte neue Kaiser scheint sein Verhalten wesentlich verändert zu haben: Willkürlichkeiten sind ebenso wenig überliefert wie Majestätsprozesse. Eunuchen und Lustknaben wurden aus dem Palast verbannt und ein offener Umgang mit der Stadtbevölkerung gepflegt. Titus gab sich betont milde und großmütig. Ebenso wie sein Vater war er um ein gutes Verhältnis zum Senat und zum Volk bemüht. Völlig unerwartet schwor er, niemals einen Senator zu töten, womit er den Senat für sich gewann.
Titus setzte sich damit von denjenigen Kaisern des 1. Jahrhunderts ab, unter denen Senatoren in Hochverratsprozessen verurteilt und exekutiert worden waren. Noch in der hohen Kaiserzeit wiederholten einzelne Kaiser den für Titus erstmals überlieferten Eid zu Beginn ihrer Amtszeit. Wichtige Ämter besetzte der Kaiser nicht mit Familienmitgliedern oder Anhängern, sondern nach Rang und Ansehen aus den Reihen der Senatoren. Der Senat spielte zwar realpolitisch bereits seit Augustus keine wesentliche Rolle mehr, doch es wurde von „guten Kaisern“ erwartet, dass sie die auctoritas („Ansehensmacht“) der Senatoren respektierten.
Suetons Titus-Biographie ist aus verschiedenen Quellen kompiliert. Sie zeigt eine deutliche Zweiteilung in der Beurteilung des Titus vor und nach dessen Herrschaftsantritt. Möglicherweise ist diese zweigeteilte Beurteilung durch die unterschiedliche Tendenz der zugrundeliegenden Quellen zu erklären. Die antike Historiographie folgte in der Zweiteilung der Charakterzeichnung mit einem Wandel zum „guten“ Kaiser einem typischen Erzählmuster. Außerdem wurde Titus, der dem Senat auch wegen der Kürze seiner Regierung kaum Anlass zu Kritik gab, in der Überlieferung, speziell in der senatorischen Geschichtsschreibung, als Gegenbild zu früheren Kaisern und seinem Nachfolger Domitian gesehen. Er wurde als Vorbild für künftige Kaiser dargestellt.

### Gesetzgebung und Legitimierung der Herrschaft

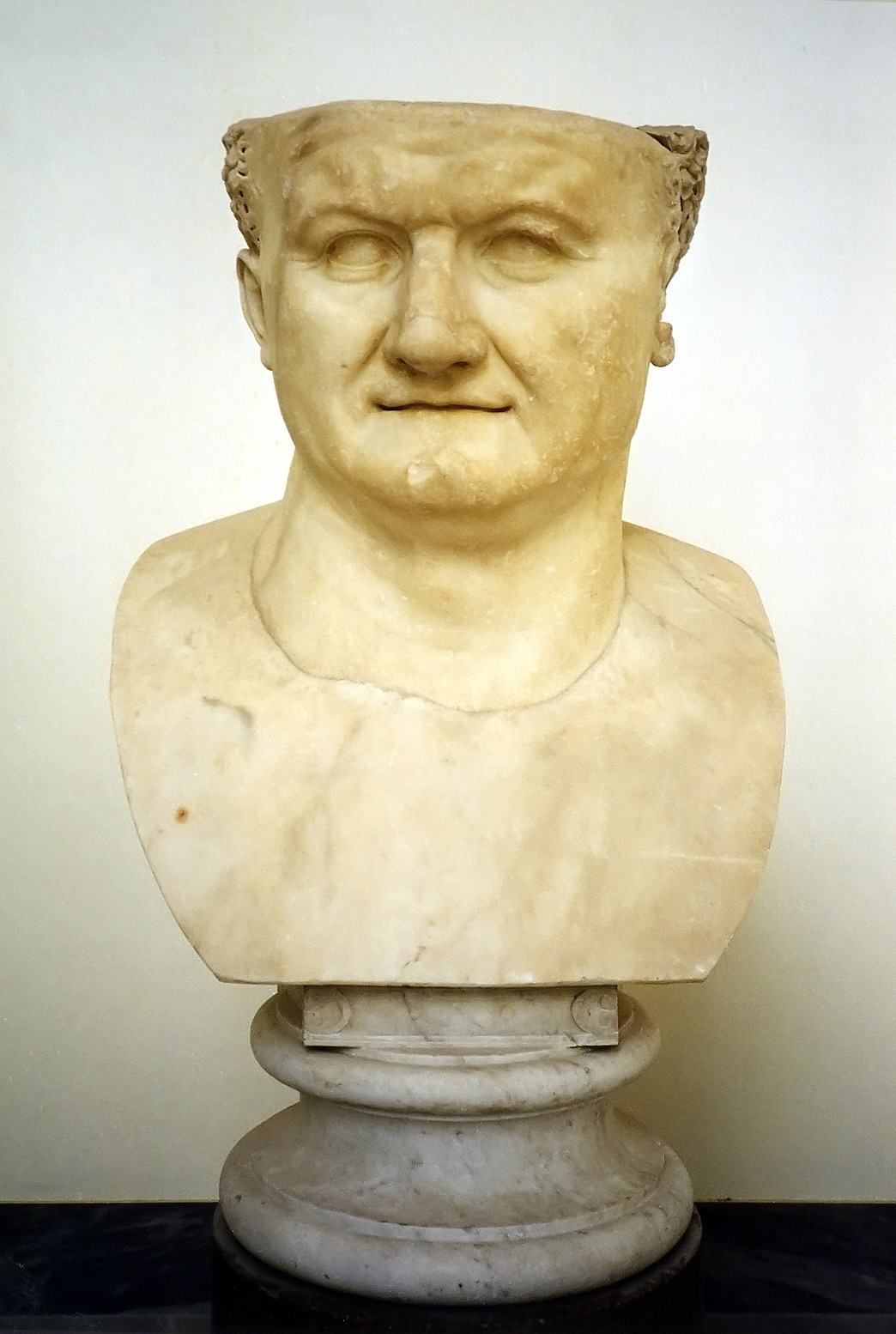
Vespasian – Büste im Archäologischen Museum in Neapel

Als Kaiser umgab sich Titus wie schon in Judäa mit fähigen Beratern und konnte sich mit deren Hilfe in der Öffentlichkeit noch deutlicher als weiser, auf sozialen Ausgleich bedachter Herrscher zeigen. Seine Gesetzgebung beschränkte sich weitgehend auf populäre Sozialmaßnahmen, von denen neben der Armee auch die ärmeren Römer und Provinzbewohner profitierten, sowie administrative Veränderungen im Finanzbereich. So regelte Titus Landbesitz, Hochzeit und Testamentsfreiheit für Veteranen neu und reduzierte die Anzahl der Prätoren für Erbrechtsangelegenheiten.

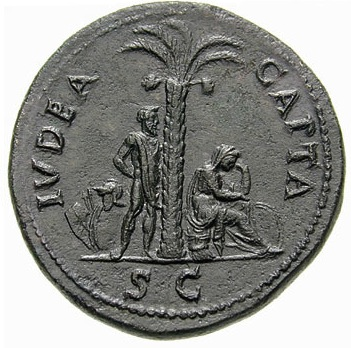
Rückseite einer Münze Vespasians (Sesterz) mit der Legende Iudea capta; rechts die personifizierte Judäa in Trauer, links ein jüdischer Gefangener

Für die Flavier war die Legitimierung ihrer Dynastie ein vorrangiges Anliegen, da sie das Manko fehlender Ahnenbilder ausgleichen mussten und nicht auf eine Tradition verweisen konnten, die mit derjenigen der von Augustus gegründeten Dynastie vergleichbar gewesen wäre. Umso wichtiger war es daher, handgreifliche Erfolge vorweisen zu können. Diesem Zweck diente der Sieg im Jüdischen Krieg, in dem sich Vespasian und Titus als Feldherrn ausgezeichnet hatten. Ihren sichtbarsten Ausdruck fand die propagandistische Instrumentalisierung des Sieges in den Siegesmünzen, die im gesamten Reich verbreitet wurden. Die Legenden der Münzen lauteten in den meisten Fällen IVDAEA CAPTA (S C), IVD CAP (S C) oder IVDEA CAPTA, andere Legenden heißen IVDEA DEVICTA, DEVICTA IVDAEA S C, DE IVDAEIS oder nur IVDAE. Mit der Legende IVDEA CAPTA („Judäa eingenommen“), einer Formulierung, mit der man die Übernahme eines Gebietes in die römische Befehlsgewalt zu bezeichnen pflegte, drückten sich Vespasian und Titus so aus, als hätten sie als erste dieses Gebiet unterworfen und unter römische Herrschaft gebracht. In Wirklichkeit war Judäa bereits seit 63 v. Chr. unter römischer Oberhoheit und hatte seit 6 n. Chr. den Status einer prokuratorischen Provinz.
Die Münzen, welche die Eroberung einer neuen Provinz suggerierten, lassen auch den von Vespasian und Titus abgehaltenen Triumphzug über Judäa besser verstehen. Der kultisch gebundene und durch Rituale geprägte Triumph wurde nur für einen Sieg in einem gerechten Krieg, einem bellum iustum, gewährt. Die bloße Niederschlagung des jüdischen Aufstands berechtigte nach römischer Tradition nicht zu einem Triumph. Den Triumph nutzten die Flavier, um ihre Sieghaftigkeit zu inszenieren. Man feierte nicht nur einen Sieg über Feinde, sondern die Flavier verherrlichten ihren Erfolg auch als das „Ende der Bürgerkriegswirren und als Anfang der Hoffnungen auf eine glückliche Zukunft“. Für römische Eroberer war es ehrenvoll, wenn ihnen bei einem Triumph ein Beiname wie Africanus, Germanicus oder Balearicus verliehen wurde. Doch den Titel Iudaicus lehnte Titus ab, da dieses Wort in der Bedeutung „der Jüdische“ missverständlich als Annahme jüdischer Bräuche und Religion hätte aufgefasst werden können.

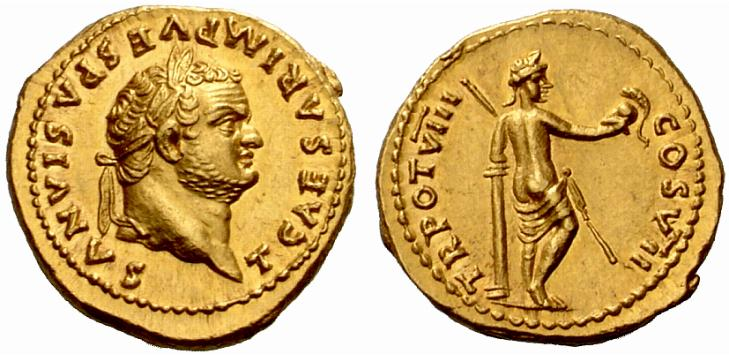
Ein Aureus des Titus

Die Legitimität des Herrscherhauses versuchte Titus durch mittelbare Anknüpfung an das julisch-claudische zu untermauern. Unter anderem prägte er Gedenkmünzen für Augustus und Claudius, die zur julisch-claudischen Dynastie gehörten. Während sich die Flavier damit entschieden von Nero abgrenzten, stellten sie sich als Erben des ersten Princeps Augustus und Fortsetzer von dessen Vorhaben dar. Nach Sueton hatte schon Augustus geplant, das Amphitheater zu errichten.
Daneben pflegte Titus den kontinuitätsstiftenden Herrscherkult für seinen verstorbenen Vater Vespasian, denn er begann mit der Errichtung des später als Tempel des Vespasian und des Titus bekannten Heiligtums. Nach dem Tod des Titus wurde dieser Familientempel von Domitian vollendet. Zur Legitimitätspolitik der Flavier gehörten darüber hinaus wirtschaftliche Maßnahmen, für die Titus auf den von Vespasian stark vergrößerten Staatsschatz zurückgreifen konnte.

### Katastrophenmanagement
Titus’ zweijährige Regierungszeit wurde von drei Katastrophen überschattet. Nur wenige Monate nach seinem Regierungsantritt ereignete sich der Ausbruch des Vesuvs, der die Städte Herculaneum, Pompeji und Stabiae unter Asche und Schlamm begrub und für weite Teile Kampaniens große Not brachte. Eine Kommission (curatores restituendae Campaniae) organisierte den Wiederaufbau. Der Dichter Statius berichtete zehn Jahre später von wiedererstandenen Städten am Vesuv. Noch im selben Jahr wurde Rom von einer Seuche bisher unbekannten Ausmaßes heimgesucht. Genaueres über die Epidemie geht aus den Quellen nicht hervor. Im nächsten Jahr verheerte ein dreitägiges Großfeuer Rom. Nach Cassius Dio wurden dabei sämtliche Gebäude zwischen dem Pantheon und dem Kapitol beschädigt oder zerstört. Titus leitete bei allen Katastrophen umgehend die Hilfsmaßnahmen ein, was einen tiefen Eindruck hinterließ. Cassius Dios Bericht zufolge nahm der Kaiser keine Geldspenden an, obwohl viele Angebote von einzelnen Bürgern, Städten und Königen vorlagen, sondern deckte alle Kosten aus bereits vorhandenen Mitteln. Seine Freizügigkeit demonstrierte er durch sein großzügiges Angebot, zum Aufbau der öffentlichen Gebäude und Tempel den Schmuck des Kaiserpalastes zu verwenden. Möglicherweise sollte durch diese Geste der Gegensatz der Flavier zu Nero verdeutlicht werden.

### Bautätigkeit

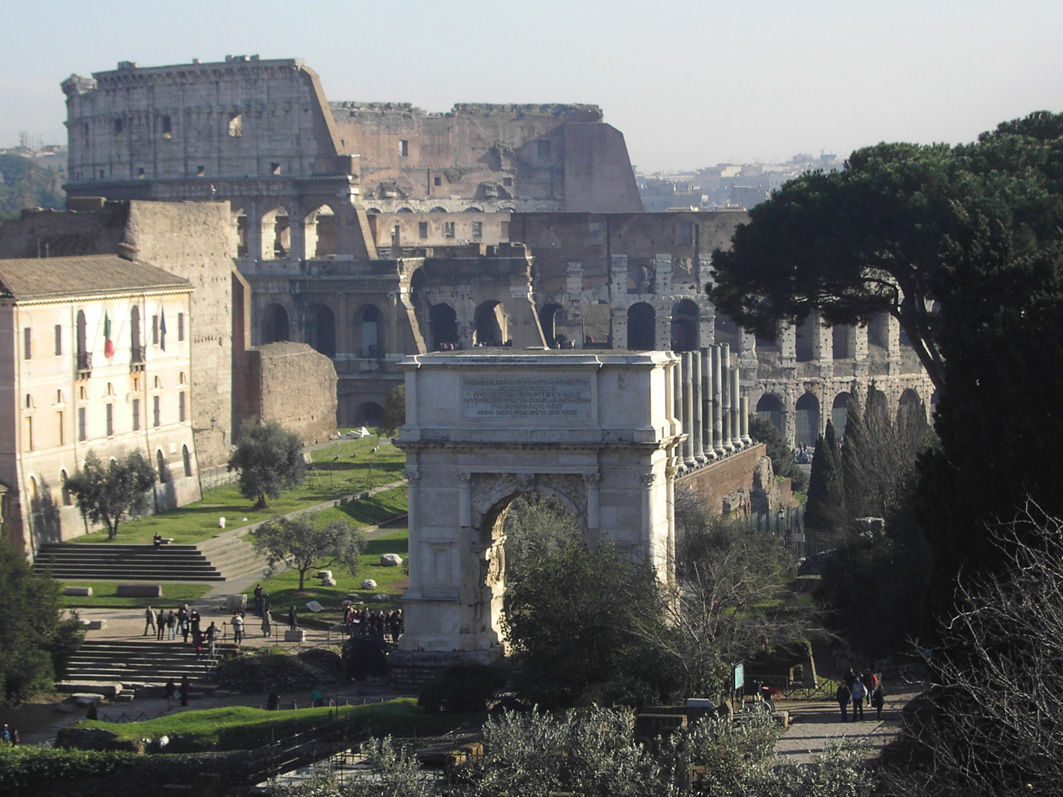
In Rom entstand unter Vespasian und Titus eine architektonische Erinnerungslandschaft, die den flavischen Erfolg in Iudaea monumentalisiert. Im Vordergrund der Titusbogen, im Hintergrund das durch die Kriegsbeute finanzierte Amphitheatrum Flavium.

Titus vollendete das von seinem Vater begonnene Flavische Amphitheater, das wegen einer ursprünglich dort stehenden Kolossalstatue Neros seit dem Mittelalter als Kolosseum bezeichnet wird. Der ursprüngliche Name war jedoch Amphitheatrum Flavium („Amphitheater der Flavier“), was die enge Verbindung des Gebäudes mit der flavischen Dynastie anzeigt. Eingeweiht wurde es im Mai/Juni 80 mit vom Kaiser bezahlten hunderttägigen Spielen. Neben Gladiatorenkämpfen, Tierhetzen und nachgestellten Infanteriegefechten wurden auch Seeschlachten aufgeführt. Eigens dafür konnte die Arena des Kolosseums mit Wasser geflutet werden. Géza Alföldy konnte durch eine Lesung der sogenannten Dübellochfunde im Amphitheater eine Bauinschrift nachweisen, die zeigt, dass Vespasian und Titus das Amphitheater aus der Kriegsbeute finanziert hatten. Sie lautete: I[mp(erator)] Vespasi[anus Aug(ustus)] / amphitheatru[m novum?] / [ex] manubis (vac.) [fieri iussit(?)] („Kaiser Vespasian Augustus ließ das neue Amphitheater aus der Beute [des jüdischen Krieges] errichten“). Zuvor war dies lediglich vermutet worden.
Um sich von ihrem verhassten Vorgänger zu distanzieren, ließen die Flavier Neros Domus Aurea teilweise abreißen und durch das Amphitheater und die sogenannten Titusthermen überbauen. Die Errichtung solcher Bäder gehörte in der Folgezeit zum Programm von Kaisern, die als vorbildlich gelten wollten. Neben der Errichtung und Vollendung von Repräsentations- und Vergnügungsbauten verbesserten Titus und Vespasian die Infrastruktur in Italien und den Provinzen. Titus verbesserte die stadtrömische Wasserversorgung durch Ausbau und Reparatur der Aquädukte Aqua Marcia, Curtia und Caerulea. Eine Thermenanlage für die Bevölkerung auf dem mons Oppius, dem Südteil des im Osten der Stadt gelegenen Esquilin, ist allerdings das einzige eigenständige Bauprojekt in seiner kurzen Regierungszeit. Vor allem forcierte er den Straßenbau. Große Summen flossen auch in den Wiederaufbau der vom Ausbruch des Vesuvs am 24. August 79 zerstörten Städte in Kampanien sowie in die Maßnahmen nach dem Großfeuer und der anschließenden Seuche in Rom. Neben anderen Eigenschaften des Kaisers wurde oftmals seine Großzügigkeit betont. Dennoch blieb Titus sparsam und die Finanzen geordnet.

### Außenpolitik
Auch in der Außenpolitik setzte Titus den Kurs seines Vaters fort. Diese Kontinuität zeigt sich in seinen Maßnahmen zur Verstärkung und Sicherung der Reichsgrenzen und in der Fortführung der erfolgreichen Offensive in Britannien unter Gnaeus Iulius Agricola. Domitian brach diese Offensive im Jahr 84 ab und bündelte die römischen Kräfte in Germanien.
Zu einem Besuch der Grenzprovinzen hatte Titus in seiner kurzen Regierungszeit keine Gelegenheit. Er verstärkte dort den Straßenbau und die Grenzsicherung entlang von Donau und Euphrat. Möglicherweise hängt die relative Ruhe, die in den nächsten Jahren an diesen Grenzen herrschte, auch mit diesen Maßnahmen zusammen.

### Titus und Berenike
Seit dem Jüdischen Krieg hatte Titus eine Liaison mit der elf Jahre älteren Berenike. Sie war eine Urenkelin Herodes’ des Großen und die Schwester des jüdischen Königs Herodes Agrippa II. Sie wurde als Mitregentin ihres Bruders anerkannt. Berenike setzte sich erfolgreich für ihre Heimat ein, die nach dem von ihrem Lebensgefährten und dessen Vater geführten Jüdischen Krieg darniederlag. Im Jahr 75 erschien Berenike in Rom. Sie erreichte dort eine ähnlich einflussreiche Stellung wie die kaiserlichen Frauen unter Caligula und Claudius. Einen Senator, der sie verführen wollte, ließ Titus noch vor seinem Regierungsantritt hinrichten. Quintilian, zu dieser Zeit ein bedeutender Anwalt, der erste vom Kaiser bezahlte Rhetoriklehrer und spätere Prinzenerzieher unter Domitian, berichtet von einem Verfahren vor dem Kronrat (consilium principis) Vespasians, dessen Gegenstand Berenike betraf. Quintilian zufolge gehörte sie dem Gremium an und war so selbst an der Entscheidung beteiligt, während er als Anwalt vor diesem plädierte. Aus seinem Bericht in der Ausbildung des Redners geht allerdings nicht hervor, worum es in diesem Verfahren ging. Helmut Castritius geht davon aus, dass eine Vermögensangelegenheit verhandelt wurde, da Berenike sehr reich war und in Palästina wertvolle Ländereien besaß, wo die Römer nach dem Jüdischen Aufstand in großem Umfang Grundbesitzer enteignet hatten.
Doch eine Ehe zwischen einer jüdischen Prinzessin und einem römischen Feldherrn bedrohte in den Augen der Römer die politische Stabilität und war deshalb erst recht unmöglich für einen Kaisersohn wie Titus. Nach seinem Herrschaftsantritt im Juni 79 kam es zu einem Bruch in der engen Beziehung der beiden. Titus war aufgrund der enormen öffentlichen Kritik gezwungen, sie gegen seinen und ihren Willen (invito, invitam) zu verlassen. Wann genau dies geschah, ist umstritten. Wahrscheinlich wurde Berenike unmittelbar nach Titus’ Herrschaftsantritt aus Rom verbannt.
Rechtliche Hindernisse für eine eheliche Verbindung gab es indes keine. Berenike war von Geburt an römische Bürgerin, da Gaius Iulius Caesar ihrer Familie in den 40er Jahren des 1. Jahrhunderts v. Chr. für ihre Verdienste im Bürgerkrieg das römische Bürgerrecht verliehen hatte. Möglicherweise wurde die Ehe jedoch dadurch verhindert, dass sie Jüdin war und damit etwaige Kinder ebenfalls Juden gewesen wären. Damit konnten sich Senat und Volk von Rom offenbar so kurz nach dem Jüdischen Aufstand und dem Stadtbrand des Jahres 64, der mit den Christen – nach römischer Auffassung einer jüdischen Sekte – in Verbindung gebracht wurde, nicht anfreunden. Die plebs urbana zeigte, von zwei kynischen Philosophen im Theater aufgewiegelt, offen ihre Ablehnung und beeinflusste so nicht zum ersten Mal die Entscheidungen im Kaiserhaus. Wegen der öffentlichen Proteste und aus Gründen der Staatsräson unterließ es Titus, seine Verbindung mit Berenike zu legalisieren, und entfernte sie zudem aus seinem persönlichen Umfeld. Berenike blieb vorerst in Italien. Sie kam offenbar kurz vor dem frühen Tod des Titus im Jahr 81 noch einmal nach Rom und verließ danach Italien, um in ihre Heimat zurückzukehren.

## Tod und Nachfolge
Nachdem er hunderttägige Spiele in Rom gegeben hatte, zog sich Titus im Sommer 81 weitgehend aus der Öffentlichkeit zurück. Er starb nach nur 26 Monaten der Herrschaft am 13. September. Sueton zufolge erkrankte er auf dem Weg in das Sabinerland, die Heimat seiner Vorfahren, an einem Fieber und starb in derselben Villa wie sein Vater Vespasian zwei Jahre zuvor. Nach Plutarch hatte Titus gegen den Rat der Ärzte trotz einer schweren Erkrankung die Thermen besucht und starb an der dadurch verschlimmerten Krankheit. Andere Autoren berichten von Gerüchten, Domitian habe den Tod seines Bruders herbeigeführt, indem er den erkrankten Kaiser Unterkühlungen ausgesetzt habe. Ungeklärte Todesfälle von Herrschern zogen oft Mordgerüchte nach sich. Nach Sueton soll er bitterlich über seinen frühen Tod geklagt haben; seine letzten Worte sollen gewesen sein, dass er keine Tat bis auf eine bereuen müsse. Dazu überliefert Cassius Dio zwei konträre zeitgenössische Vermutungen. Nach der einen hat Titus seine Beziehung zu Domitia, der Ehefrau Domitians, bereut, nach der anderen hat er es sich nicht verzeihen können, seinem Bruder die Thronfolge gesichert zu haben.
Domitian übernahm ohne Schwierigkeiten die Macht und wurde noch am 13. September von den Prätorianern als Imperator akklamiert. Einen Tag später übertrug ihm der Senat die mit dem Herrscheramt verbundenen Vollmachten und den Augustusnamen. Die Domitian feindlich gesinnte Überlieferung behauptet, der neue Kaiser habe seinem Bruder außer der Divinisierung keine weiteren Ehrungen zukommen lassen. Doch ließ Domitian in Rom eine Reihe von Repräsentationsbauten errichten, die Titus und die eigene gens verherrlichen sollten. Der von Titus begonnene Familientempel wurde unter Domitian vollendet, sein Name in Tempel des Vespasian und des Titus geändert. Dort errichtete Domitian eine Kultstatue für seinen Bruder. Auf dem Quirinal an der Stelle, wo sein Geburtshaus stand, baute er ein templum gentis Flaviae und auf dem Campus Martius ließ er ein templum deorum errichten. Mit der Domus Flavia schuf er auf dem Palatin einen repräsentativen Palast. Von 81 bis etwa 84 ließ Domitian Konsekrationsmünzen für Titus prägen.
Für seinen Sieg über Judäa wurde Titus nach seinem Tod auf dem höchsten Punkt der Via Sacra am östlichen Rand des Forum Romanum ein Triumphbogen errichtet, der als Titusbogen bezeichnet wird. Nach Michael Pfanner feiert dieser Bogen jedoch die Konsekration des Titus. Die Inschrift des Bogens lautet: Senatus / populusque Romanus / divo Tito divi Vespasiani f(ilio) / Vespasiano Augusto („Der Senat und das römische Volk dem vergöttlichten Titus, Sohn des vergöttlichten Vespasian, Vespasian dem Erhabenen“). Titus allein wird dabei der Triumph zugestanden, sein Vater Vespasian tritt nicht in Erscheinung. Noch heute erinnert an der Innenseite des Bogens ein Relief an die Belagerung und Zerstörung Jerusalems. Für den Sieg über die Juden und die Zerstörung Jerusalems wurde auch ein zweiter, 2014 und 2015 am Circus Maximus ergrabener Bogen für den Kaiser errichtet.

## Wirkungsgeschichte

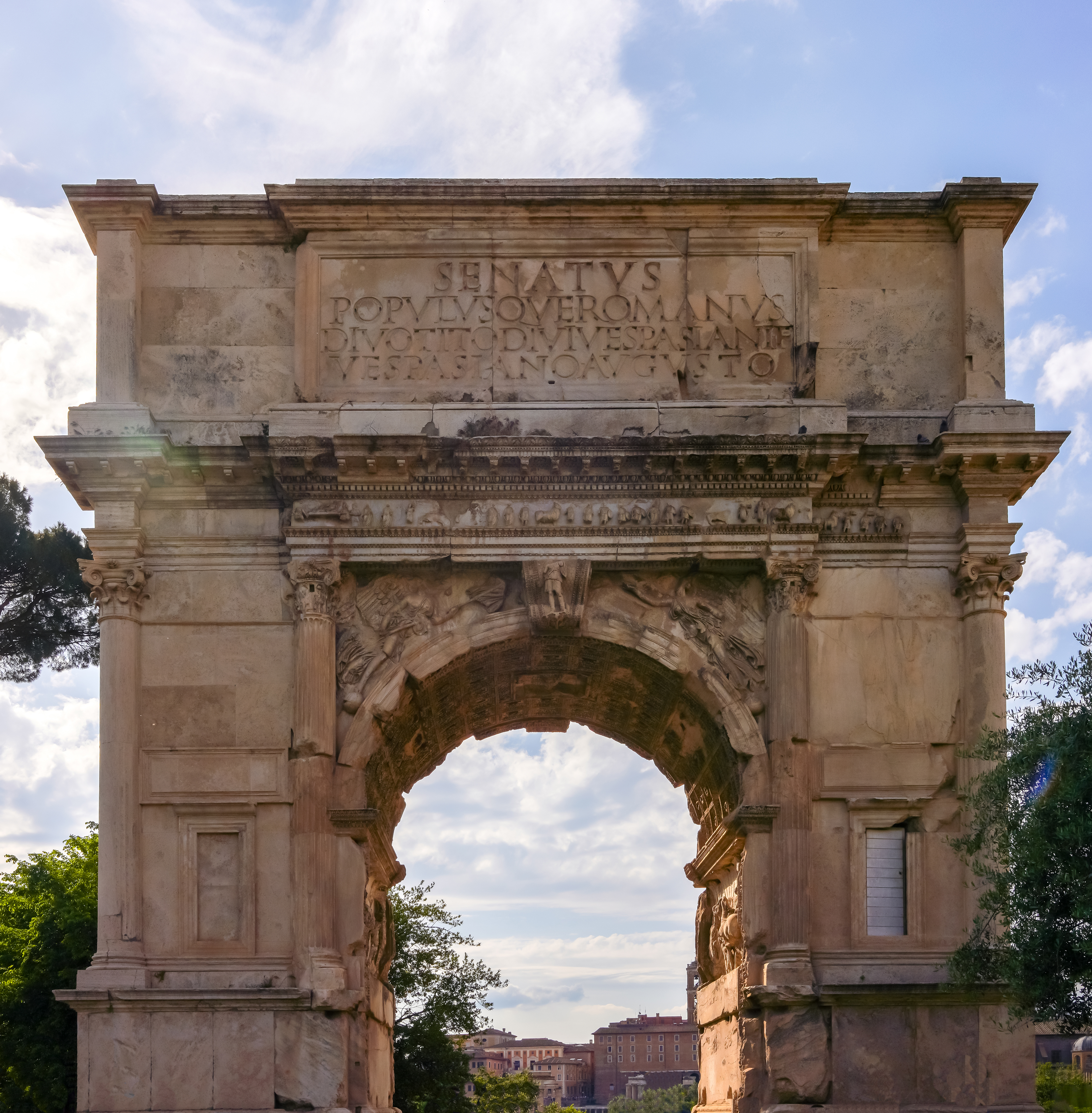
Der Titusbogen in Rom

### Antike Meinungen
Die Schriftsteller Tacitus, Cassius Dio und Sueton verfassten ihre Werke erst nach dem Tod des letzten Flaviers. Sie stehen in der Tradition der senatorischen Geschichtsschreibung und konzentrierten sich in ihrer Darstellung auf die Konflikte zwischen dem Senat und dem Princeps. Da Titus angeblich in völliger Harmonie mit dem Senat lebte, prägte dies auch das Urteil der späteren antiken Geschichtsschreibung. Insbesondere galt Titus als Gegenbild zu seinem Bruder und verhassten Nachfolger Domitian, der ermordet wurde und dessen Erinnerung auf Anordnung des Senats ausgelöscht werden sollte. Für die Senatoren war Titus der ideale Herrscher. Nach Sueton sagte der Senat „dem Toten so großen Dank und überhäufte ihn derart mit Ehrungen, wie er es nicht einmal in seinen besten Tagen erlebt hatte“.
Folglich beschrieb die senatorische Überlieferung Titus als körperlich und geistig außergewöhnlich begabt und zumindest in seiner Jugend auch allseits beliebt. Zudem soll er in allen Sportarten erfolgreich und als Redner ebenso wie als Dichter und Sänger fähig gewesen sein. Bewundert wurde auch, dass er aus dem Stegreif dichten, fremde Handschriften täuschend nachahmen und außergewöhnlich schnell „stenografieren“ konnte. Plinius der Ältere, der beim Ausbruch des Vesuvs starb, widmete seinem Freund Titus seine Naturgeschichte. Als Beweis für Titus’ menschenfreundliches Wesen diente der ihm zugeschriebene Ausspruch, er habe einen Tag verloren, weil er niemandem Gutes getan habe.
Der römische Kaiserbiograf Sueton feierte Titus als „Liebling des Menschengeschlechts“ (amor ac deliciae generis humani). Hingegen hielt er die Zerstörung des Jerusalemer Tempels nicht einmal für erwähnenswert. Angesichts des Amphitheaters betonte Martial, dass Titus Rom sich selbst wiedergegeben habe und das Volk unter ihm jetzt genießen könne, was zuvor allein der Tyrann genoss – war das Amphitheater doch da entstanden, wo Neros Goldenes Haus, seine künstlichen Teiche und protzigen Gärten lagen. Für die folgenden Generationen der senatorischen Geschichtsschreibung galt er als mustergültiger Herrscher. Im 4. Jahrhundert bezeichnete ihn Aurelius Victor als „Wonne der Menschheit“; sein Tod habe Rom und die Provinzen mit unbeschreiblichem Schmerz erfüllt. Aber auch an nüchternen Stimmen fehlte es schon in der Antike nicht. Im vierten Jahrhundert bezeichnete Ausonius Titus als „glücklich durch die Kürze seines Regiments“ (felix brevitate regendi).
Der römisch-jüdische Geschichtsschreiber Flavius Josephus, der den Jüdischen Krieg miterlebt hatte, machte in seinem Werk Bellum Iudaicum die jüdischen Splittergruppen für die Erhebung gegen Rom verantwortlich und verherrlichte die flavischen Kaiser. Er betonte mit Nachdruck, dass die Juden an ihrem Untergang selbst schuld seien. Nur die Belagerung Jerusalems durch Titus habe ihrem mörderischen und unverständlichen Treiben ein Ende setzen können. Intensiv glorifizierte Josephus seinen Helden Titus, wobei auch Dankbarkeit eine Rolle spielte, weil dieser maßgeblich an der Rettung seines Lebens beteiligt gewesen war. Der römische Feldherr erscheint bei Josephus als Wohltäter und Retter des jüdischen Volkes, selbst die Zerstörung des Tempels habe er zu verhindern versucht.
Jedoch folgten nicht alle antiken Geschichtsschreiber dem Bericht des jüdischen Gelehrten. Im ausgehenden 4. Jahrhundert schrieb Sulpicius Severus, Titus habe die Auffassung der Mitglieder seines Stabs, die für die Zerstörung des Tempels plädierten, geteilt. Die christliche Überlieferung rühmte die Zerstörung der Stadt als ein Vergeltungswerk an den Juden dafür, dass sie Christus getötet hatten.
Hingegen ist das Titus-Bild in der rabbinischen Literatur äußerst negativ. Hier hat Titus den ständigen Beinamen „der Frevler“ (הרשע). Es handelt sich um Legenden zu drei Themenkreisen: Titus im Tempel; Reise des Titus nach Rom und sein qualvoller vorzeitiger Tod; sein Neffe Onkelos, der zum Judentum konvertiert sei. Die Verfasser des Talmuds betrachteten seinen frühen Tod als gerechte Strafe des Himmels. Titus habe nicht nur Jerusalem eingenommen, sondern sich auch seinen jüdischen Gefangenen gegenüber äußerst grausam verhalten. Die Sibyllinischen Orakel, eine Sammlung von Prophezeiungen verschiedenen Ursprungs, enthalten einen Text, der den Ausbruch des Vesuvs als Strafe für die Zerstörung Jerusalems deutet.

### Künstlerische Rezeption

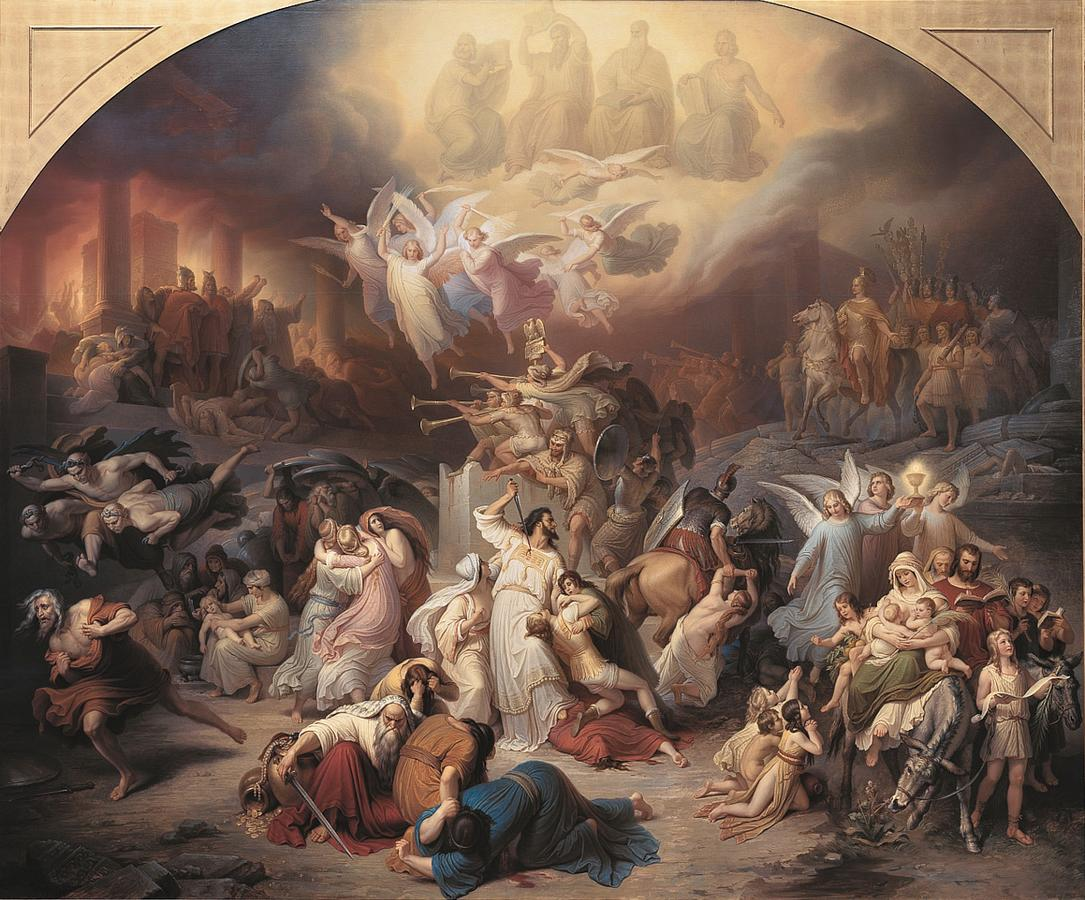
Wilhelm von Kaulbachs Monumentalgemälde Zerstörung Jerusalems durch Titus

Insbesondere Titus’ Eroberung des Tempels von Jerusalem, die Liebesbeziehung zu Berenike und die ihm zugesprochene Milde haben bildende Künstler zu Werken angeregt. Schon im frühen 8. Jahrhundert nutzte ein angelsächsischer Runenmeister die Eroberung Jerusalems als Motiv. Auf dem Runenkästchen von Auzon – vermutlich ein königliches Schatzkästchen – soll diese Darstellung in Verbindung mit der runischen Inschrift das Kampfesglück und somit den Ruhm des anglischen Kriegerkönigs sichern.
Nicolas Poussin schuf 1625 in Rom zu diesem Thema ein repräsentatives Gemälde für Kardinal Francesco Barberini, das seinen Ruf als Historienmaler bestärkte. Er stellt Titus beritten mit einer an die Reiterstatue Mark Aurels auf dem Kapitol erinnernden Geste dar, mit der er die Plünderung des Tempels durch seine Soldaten noch verhindern will.
Das Monumentalgemälde Zerstörung Jerusalems durch Titus hingegen, das Wilhelm von Kaulbach 1841–1846 im Auftrag König Ludwigs I. von Bayern schuf, erhöht Titus, der in ähnlicher Pose zu Pferd dargestellt ist, zum göttlichen Werkzeug, indem Propheten und Engel die Zerstörung des Tempels als göttliches Strafgericht erscheinen lassen. Das Werk, das in seiner Anlage und in vielen Details zahlreiche antisemitische Klischees der abendländischen Kunst vereint, gehört heute zur Sammlung der Neuen Pinakothek in München. Weitere Gemälde über die Zerstörung des Jerusalemer Tempels schufen die Maler David Roberts (1850) und Francesco Hayez (1867). Der Triumphzug über Judäa inspirierte die Maler Giulio Romano (1540) und Lawrence Alma-Tadema (1885).
Titus taucht schon früh als Figur der Oper auf: Antonio Cestis Oper Il Tito nach einem Libretto von Nicolò Beregan wurde 1666 in Venedig uraufgeführt. Die Oper spielt zur Zeit der Eroberung Jerusalems.
Aber auch seine Milde (clementia) wurde in Kunst und Belletristik oft behandelt. Pietro Metastasios Opernlibretto La clemenza di Tito (1734) wurde von mehr als 40 Opernkomponisten des Barocks und der Klassik vertont. Am bekanntesten ist bis heute die Vertonung von Wolfgang Amadeus Mozart, La clemenza di Tito. Auch andere Komponisten wie Antonio Caldara, Baldassare Galuppi, Johann Adolph Hasse, Niccolò Jommelli, Ignaz Holzbauer und Christoph Willibald von Gluck komponierten Opern zu diesem Text. Titus wird von Metastasio als tugendhafter, der Milde verpflichteter Herrscher dargestellt, der den Fürsten des Absolutismus zum Vorbild dienen sollte. Mit dem historischen Titus hat Metastasios Darstellung allerdings wenig zu tun, vielmehr ist sein Libretto von Pierre Corneilles Drama Cinna beeinflusst, das die Milde des Kaisers Augustus gegenüber dem Verschwörer Gnaeus Cornelius Cinna Magnus darstellte.
Die Liebesbeziehung zwischen Berenike und Titus inspirierte die französischen Klassiker Jean Racine und Pierre Corneille 1670 zu ihren Werken Bérénice und Tite et Bérénice.
In Lion Feuchtwangers Josephus-Trilogie, die Leben und Wirken des Flavius Josephus zum Thema hat und in der die drei Kaiser der Flavier-Dynastie als wichtige Nebenfiguren auftreten, wird Titus als ehrlich, treu und intelligent, allerdings auch als mitunter schwermütig und verzweifelt dargestellt. Feuchtwanger suggeriert in seiner Romantrilogie, Titus habe am Ende seines Lebens psychisch unter seiner Entscheidung gelitten, Jerusalem zerstört zu haben, da diese Entscheidung eine affektive Übersprunghandlung gewesen sei, die den sonst rational denkenden Titus im Nachhinein stark beschämt habe.

### Titus in der Forschung
Titus’ enge Kooperation mit Vespasian und die Kürze seiner Herrschaft machen eine adäquate Beurteilung seiner Politik schwierig. Insgesamt wird er als fähiger Herrscher und Verwalter angesehen, der die flavische Dynastie sichern konnte. In der bislang einzigen Biografie des Kaisers sieht Brian W. Jones Titus als einen wohlwollenden, paternalistischen Autokraten, der durch das Festhalten an einem weiterhin faktisch entmachteten Senat – bei voller Ehrung des Gremiums – als ein Vorbild für Trajan und die Adoptivkaiser gelten kann. Als Vorbild für Titus’ Regierungsstil vermutet Jones den ersten römischen Kaiser Augustus.
Darüber hinaus diskutiert die Forschung insbesondere Einzelaspekte wie Titus’ Rolle bei der Zerstörung des Jerusalemer Tempels und sein Verhältnis zu Berenike.
Im ausgehenden 19. Jahrhundert wurde auf Grundlage bürgerlicher Wertvorstellungen und eigener Vorbehalte gegen eine erheblich ältere Gefährtin, sexuelle Freizügigkeit, das Judentum und die sich entwickelnde Emanzipation Berenike hart kritisiert. Sie galt als eine ehrgeizige, alternde, der libido ergebene Frau, die aus selbstsüchtigen Motiven ihren jüngeren Liebhaber an sich fesselte. Die Beurteilung der Liebesbeziehung schwankte dabei zwischen „lächerlicher Leidenschaft“ (Adolf Hausrath) und „weltgeschichtliche(m) Liebesverhältnis“ (Emil Schürer). Die dürftige Quellenlage über die Liebesbeziehung eröffnete nachfolgenden Historikergenerationen wiederholt Raum für Versuche, die näheren Verhältnisse zu rekonstruieren.
Die Frage nach Absicht oder Zufall der Tempelzerstörung wurde in der Geschichtswissenschaft vielfach diskutiert. Der Bericht des Sulpicius Severus schreibt anders als Josephus dem Titus die Verantwortung für die Zerstörung des Tempels zu. Für seine Chronik an der Wende vom vierten zum fünften Jahrhundert könnte er für Informationen auf Tacitus zurückgegriffen haben. Die von Josephus abweichende Version bei Sulpicius Severus wird von einer Mehrheit der Forscher vertreten, darunter Theodor Mommsen, Adalberto Giovannini, Ingomar Weiler oder Helmut Schwier. Doch auch die Darstellung des Josephus hat wiederholt Befürworter gefunden, wie Otto Michel, Otto Bauernfeind, Emil Schürer oder Martin Goodman.